# كولن هاي
كولن هاي (بالإنجليزية: Colin Hay)‏ هو عازف قيثارة ومغني ومغن مؤلف أسترالي، ولد في 29 يونيو 1953 في كيلوينينغ ‏ في المملكة المتحدة.

## وصلات خارجية
- الموقع الرسمي
- كولن هاي على موقع IMDb (الإنجليزية)
- كولن هاي على موقع ميوزك برينز (الإنجليزية)
- كولن هاي على موقع إن إن دي بي (الإنجليزية)
- كولن هاي على موقع أول ميوزيك (الإنجليزية)
- كولن هاي على موقع ديسكوغز (الإنجليزية)
- كولن هاي على موقع قاعدة بيانات الفيلم (الإنجليزية)